# Диърборн (Мичиган)
Диърборн (на английски: Dearborn) е град в щата Мичиган, САЩ. Диърборн е с население от 98 153 жители (2010) от които около 30 000 са араби, което го прави най-гъсто населеното място с араби на глава от населението извън Близкия изток. Арабите дошли в града първоначално, за да работят в автомобилната индустрия. В Диърборн се намира и най-голямата джамия в Северна Америка наречена Ислямски център на Америка, както и българската църква „Свети Климент Охридски“.